# Oskar Backlund
Johan Oskar Backlund (født 28. april 1846, død 29. august 1916 i Pulkova i Rusland) var en svensk astronom. Han var far til Helge Backlund.
Backlund, som var elev af Gyldén, blev i 1875 assistent ved Stockholms observatorium. I 1876 blev han ansat i Dorpat som observator, 1879 i Pulkova ved Sankt Petersborg og var fra 1895 dette observatoriums direktør.
1883 blev Backlund astronom ved Videnskabsselskabet i Sankt Petersburg; i dets memoirer har han offentliggjort sine afhandlinger over Enckes komet (Calculs et recherches sur la cométe d'Encke I-VI, 1892-98 og La cométe d'Encke I-III, 1908-11) og fik 1909 det Royal Astronomical Societys guldmedalje for disse arbejder.
Ved siden af har han publiceret flere afhandlinger samme sted vedrørende perturbationsteorien. Som direktør for observatoriet udgav han dets publikationer og fik oprettet en filial i Odessa.
Backlund udgav 2. bind af Gyldéns Traité analytique (Stockholm 1908) og var beskæftiget med det afsluttende 3. bind. I 1914 fik han Brucemedaillen fra Astronomical Society of the pacific.
Månekrateret Backlund er opkaldt efter ham.